# Toxoniella
Toxoniella là một chi nhện trong họ Gallieniellidae.